# Cybocephalus sphaerula
Cybocephalus sphaerula là một loài bọ cánh cứng trong họ Cybocephalidae. Loài này được Wollaston miêu tả khoa học năm 1854.